# Dapsa curta
Dapsa curta là một loài bọ cánh cứng trong họ Endomychidae. Loài này được Franz miêu tả khoa học năm 1996.